# Парнас (фреска)
«Парнас» (итал. Il Parnaso) — фреска работы Рафаэля Санти в Станца делла Сеньятура Ватиканского дворца. Выдающееся произведение искусства Высокого Возрождения начала XVI века.

## История
В 1508—1517 годах Рафаэль вместе с учениками по поручению папы Римского Юлия II расписывал четыре станцы (комнаты) Ватиканского дворца в Риме. Первая комната: Станца делла Сеньятура (итал. Stanza della Segnatura — Комната знаков, или Зал указов (итал. segnatura — отметка, знак) включает четыре больших композиции, отражающие четыре области духовной деятельности человека: «Афинская школа» — Философию, «Диспута» — Теологию, «Парнас» — Поэзию, «Мудрость, умеренность и сила» (Virtù e la Legge) — Правосудие. Композиция «Парнас» была написана второй после «Диспуты» в 1509—1510 годах, после «Диспуты» и перед «Афинской школой».

## Иконография
Композицию «Поэзия» (название «Парнас» появилось в XIX веке) Рафаэль разместил на восточной стороне комнаты между «Диспутой» и «Афинской школой». Аллегория поэзии истолкована художником в духе гуманистического учения своего времени, согласно идеям Ф. Петрарки, Дж. Боккаччо и К. Салютати. На плафоне, над композицией «Поэзии», помещён медальон с изображением крылатой аллегорической фигуры в лавровом венке (музы или сивиллы?). Крылатые путти по сторонам фигуры держат таблички с латинским изречением: «Numine Afflatur» (Свыше вдохновляется) — девиз искусства поэзии из «Энеиды» Вергилия (VI, 50).

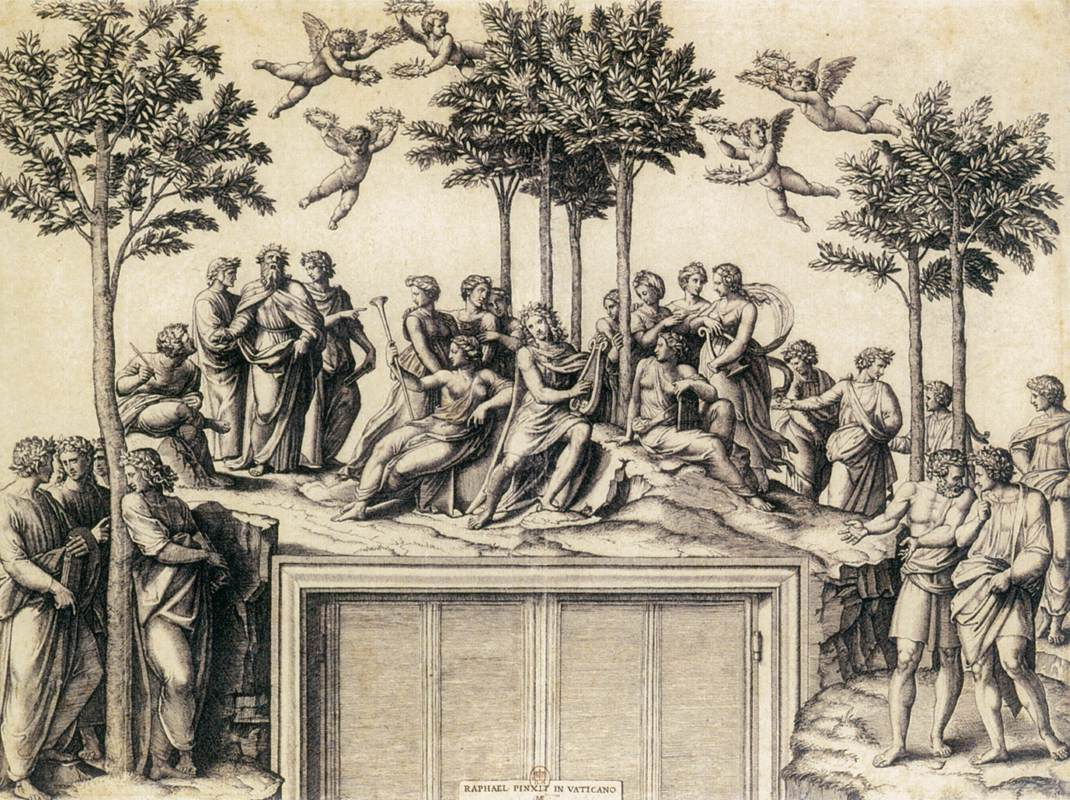
Маркантонио Раймонди. Аполлон на Парнасе. Гравюра с подготовительного рисунка Рафаэля. Между 1515 и 1518 гг.

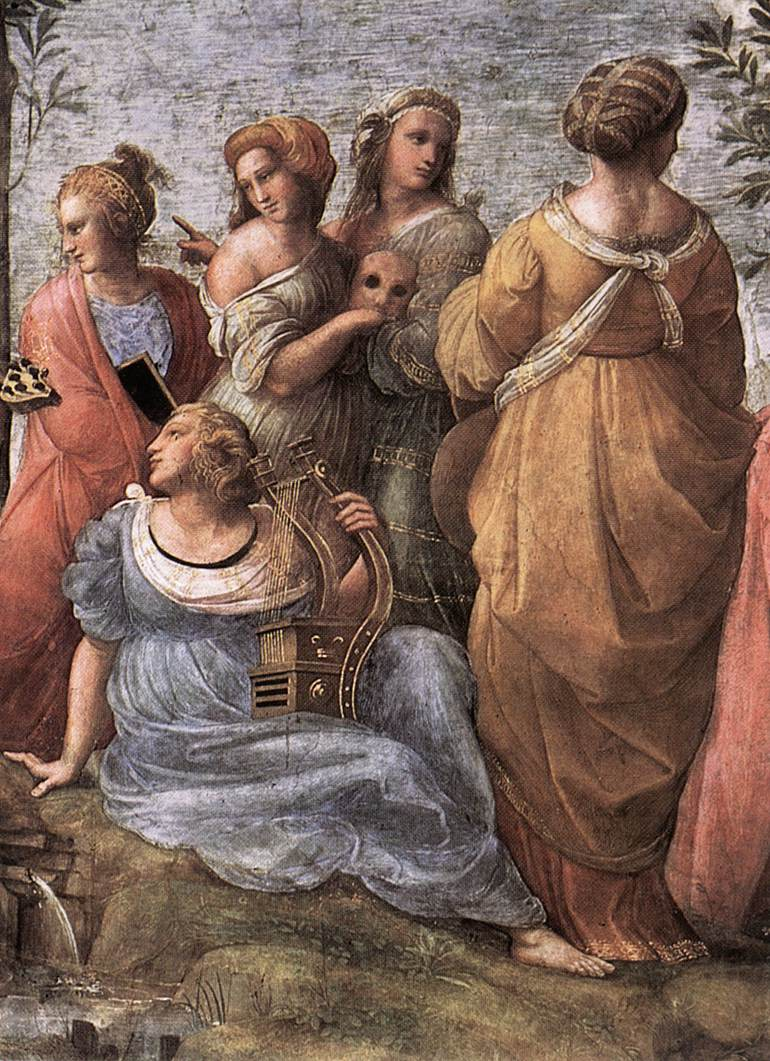
Фигуры музы «с затылком истинной римлянки», восхитившая Вёльфлина

В центре композиции, под сенью лавровых деревьев изображён бог солнечного света Аполлон, играющий на лире да браччо в окружении девяти муз, девяти античных поэтов и девяти поэтов новой эпохи.
Рядом с Аполлоном сидят Каллиопа (слева) и Эрато. За Каллиопой стоят Талия, Клио и Эвтерпа, за Эрато — Полигимния, Мельпомена, Терпсихора и Урания. Часть изображений поэтов идентифицирована, по поводу других остаются сомнения. В левом нижнем углу изображены Алкей, Коринна, Франческо Петрарка, Анакреонт и Сапфо. Над ними сидит Квинт Энний, слушающий Гомера (в синей тоге). Рядом с Гомером — Данте и Вергилий, чуть далее — Стаций. Справа от группы муз с холма спускается Антонио Тебальдео (по другим версиям — Бальдассаре Кастильоне или Микеланджело), ниже по склону Джованни Боккаччо, Альбий Тибулл, Лудовико Ариосто (или Тебальдео), Секст Проперций, Овидий и Якопо Саннадзаро; у подножия холма на переднем плане — Гораций. Иные исследователи находили на фреске Анджело Полициано, Витторию Колонну, Пьетро Бембо и даже двух гипотетических поэтов будущего.
Смешение греческих, латинских, итальянских персонажей согласуется с ренессансным пониманием поэзии как особой, вдохновлённой свыше теологии (на это указывает девиз). Трактовка поэзии в качестве «божественного слова» и «второй теологии», в частности в сочинениях М. Фичино позволила Рафаэлю достичь внутреннего единства композиций «Афинской школы», «Диспуты» и «Парнаса». Эту важную особенность отмечал классик искусствознания М. Дворжак: «К числу факультетских дисциплин в университетах той эпохи принадлежала также и поэзия, которую часто упускали из виду при создании подобных живописных композиций; здесь же, однако, она не могла отсутствовать».
Весьма вероятно, что моделями для древних поэтов послужили известные современники Рафаэля, как это было сделано в «Афинской школе». Для Гомера Рафаэль использовал внешность Лаокоона с античной скульптурной группы «Лаокоон и его сыновья», копия которой была обнаружена в Риме в 1506 году, изменив выражение лица с боли на слепоту. Существует мнение, что руки Эвтерпы и Сапфо являются реминисценцией «Сотворения Адама» Микеланджело.
Г. Вёльфлин оценивал произведение Рафаэля весьма критично: «Так как поэтическое творчество требует уединения, то создать психологию группы поэтов было трудно, и Рафаэль изобразил лишь два момента вдохновения: в Аполлоне, восторженно глядящем вверх и играющем на скрипке, и в воодушевлённо декламирующем, также поднявшем вверх свои незрячие очи Гомере. Для других групп художественный расчёт требовал меньшего волнения… Сафо мы узнаём по надписи, иначе никто не понял бы, что это за женщина. Рафаэлю, очевидно, была необходима женская фигура для контраста». При этом, как писал Вёльфлин, в надуманной и излишне сентиментальной композиции «красота пространства выявлена менее искусно, чем в других картинах. На горе как-то узко и тесно, немногие из фигур убедительны… Надоедливо повторяющийся мотив обнажённых плеч объясняется античным влиянием… Лишь одна из фигур верна природе — это муза, стоящая спиной, с затылком истинной римлянки… Но до чего может дойти художник в погоне за интересным движением, мы видим на примере злополучной Сафо. Рафаэль совершенно утратил здесь руководящую нить и вступил в состязание с Микеланджело, в сущности не понимая его…».
Пытаясь разрешить пространственную задачу (более убедительное решение Рафаэль нашёл в «Афинской школе») художник изобразил обрамляющую арку, опирающуюся на пилоны, в перспективном сокращении, тем самым пытаясь зрительно отодвинуть фигуры в глубину. В стремлении ещё более усилить этот эффект в без того тесном пространстве, Рафаэль изобразил две фигуры переднего плана (одна из них Сапфо) слегка перекрывающими обрамление окна в нижней части фрески. Это окончательно разрушило цельность композиции. «Расчёт был неверен», отметил Вёльфлин, и позднее к подобным приёмам Рафаэль не прибегал. Гравёры и копиисты, часто воспроизводившие композицию Рафаэля, отбрасывали изображение обрамляющей арки, не понимая её формообразующей роли, и, тем самым, усиливая заложенные в композиции противоречия.
Сапфо является поздним дополнением и отсутствует на гравюре Маркантонио Раймонди, упомянутой Вазари, на которой показан один из первых вариантов композиции фрески с летающими амурами, несущими поэтам лавровые венки; с музыкальными инструментами в руках Каллиопы, Эрато и Сафо, скопированными с барельефа «Саркофаг муз» (ныне в Национальном римском музее); с девятью струнами на лире Аполлона вместо семи (возможно, по числу муз).
Наличие в стене окна потребовало добавления по сторонам нижней части фрески росписей гризайлью, вероятно, созданных позднее помощниками Рафаэля: Октавиан Август, препятствующий уничтожению Энеиды, и Александр Великий, приносящий тексты Гомера на вечное хранение в гробницу Ахилла. На откосе окна имеется латинская надпись, указывающая на заказчика и год окончания фрески (1511): JVLIVS II. LIGVR. PONT. MAX. ANN. CHRIST. MDXI. PONTIFICAT. SVI. VIII.